# Kalida
Kalida és una població dels Estats Units a l'estat d'Ohio. Segons el cens del 2000 tenia 1.031 habitants.

## Demografia
Segons el cens del 2000, Kalida tenia 1.031 habitants, 385 habitatges, i 284 famílies. La densitat de població era de 355,4 habitants per km².
Dels 385 habitatges en un 37,9% hi vivien nens de menys de 18 anys, en un 63,9% hi vivien parelles casades, en un 7,8% dones solteres, i en un 26,2% no eren unitats familiars. En el 24,2% dels habitatges hi vivien persones soles el 15,3% de les quals corresponia a persones de 65 anys o més que vivien soles. El nombre mitjà de persones vivint en cada habitatge era de 2,68 i el nombre mitjà de persones que vivien en cada família era de 3,2.
Per edats la població es repartia de la següent manera: un 27,5% tenia menys de 18 anys, un 8,6% entre 18 i 24, un 30,7% entre 25 i 44, un 19,3% de 45 a 60 i un 13,8% 65 anys o més.
L'edat mediana era de 35 anys. Per cada 100 dones de 18 o més anys hi havia 97,1 homes.
La renda mediana per habitatge era de 52.411 $ i la renda mediana per família de 59.861 $. Els homes tenien una renda mediana de 37.750 $ mentre que les dones 27.065 $. La renda per capita de la població era de 21.293 $. Aproximadament el 3,3% de les famílies i el 4,4% de la població estaven per davall del llindar de pobresa.

## Poblacions properes
El següent diagrama mostra les poblacions més properes.